# Issa (Pensa)
Issa (russisch И́сса) ist eine Siedlung städtischen Typs in der Oblast Pensa in Russland mit 5418 Einwohnern (Stand 14. Oktober 2010).

## Geographie
Der Ort liegt etwa 75 km Luftlinie nördlich des Oblastverwaltungszentrums Pensa. Es befindet sich gut sieben Kilometer von der Grenze zur Republik Mordwinien und einige Kilometer vom linken Ufer des namensgebenden rechten Mokscha-Nebenflusses Issa entfernt.
Issa ist Verwaltungszentrum des Rajons Issinski sowie Sitz der Stadtgemeinde (gorodskoje posselenije) Rabotschi possjolok Issa, zu der außerdem die Dörfer Kostyljai (4 km nordöstlich) und Simanki (5 km nördlich) gehören.

## Geschichte
Der Ort wurde Ende des 17. Jahrhunderts gegründet und 1717 erstmals urkundlich erwähnt. Ab 1780 gehörte er zum Ujesd Insar des Gouvernements Pensa. Nach der 1764 im Dorf errichteten Spasskaja-Kirche (von russisch Spas für „Erlöser“) war auch die Alternativbezeichnung Spasskoje in Gebrauch.
Am 16. Juli 1928 wurde Issa Verwaltungssitz eines neu geschaffenen, nach ihm benannten Rajons. Seit 23. August 1979 besitzt der Ort den Status einer Siedlung städtischen Typs.

### Bevölkerungsentwicklung
| Jahr | Einwohner |
| ---- | --------- |
| 1897 | 4141      |
| 1939 | 3944      |
| 1959 | 2735      |
| 1970 | 3082      |
| 1979 | 4533      |
| 1989 | 5907      |
| 2002 | 5606      |
| 2010 | 5418      |

Anmerkung: Volkszählungsdaten

## Verkehr
Westlich an der Siedlung vorbei führt die föderale Fernstraße R158 von Nischni Nowgorod über Saransk weiter über Pensa nach Saratow. In östlicher Richtung zweigt eine Regionalstraße über das knapp 10 km entfernte Dorf Bulytschowo, wo sich an der Strecke Rusajewka – Pensa die nächstgelegene Bahnstation befindet, in das südöstlich benachbarte Rajonzentrum Lunino ab.